# زاله
زاله (بالألمانية: Saale) هو نهر يجري في شرقي ألمانيا، ويبلغ طوله 413 كم، وهو الرافد الأيمن لنهر الإلبه. ينبع النهر من شمالي ولاية بايرن ويمر في تورينغن وساكسونيا-أنهالت إلى أن يصب في نهر الإلبه بالقرب من بلدة باربي.
يعد نهر زاله ثاني أطول رافد لنهر الإلبه بعد مولداو (فلتافا).
يمر النهر بمدينتي ينا وبمدينة هاله، والأخيرة تسمى عادة بموقعها على النهر باسم هاله أن در زاله، أي مدينة هاله على نهر زاله. يمر النهر أيضاً بعدة بلدات ألمانية مثل: هوف وزالفلد ورودولشتات وناومبورغ وفايسنفلس ومرسيبورغ وبرنبورغ.

## اقرأ أيضاً
- إلبه
- إلستر الأبيض